# «Кливленд Индианс» в сезоне 2018

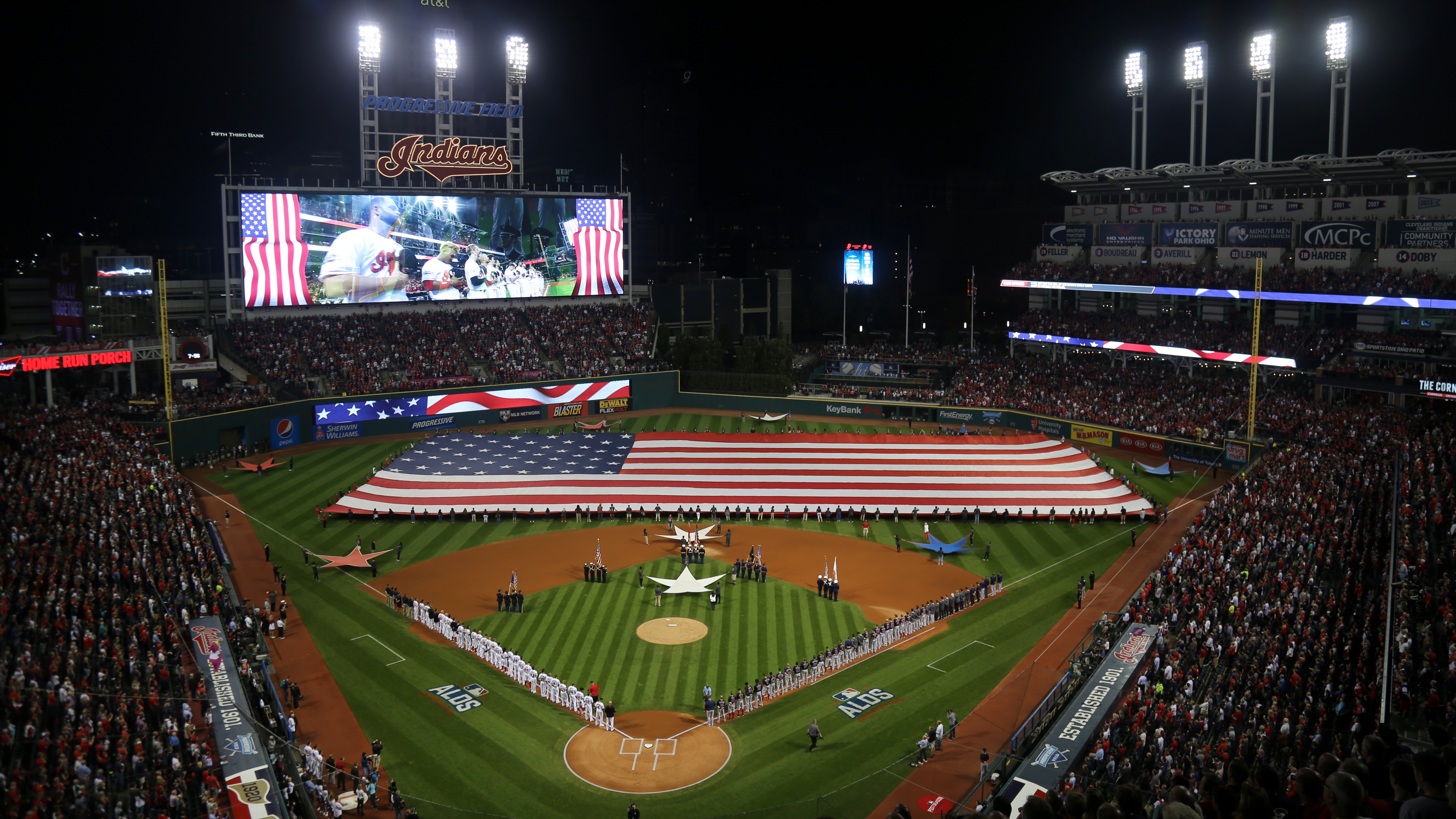
«Прогрессив Филд» перед игрой Чемпионской серии Американской лиги между «Индианс» и «Ред Сокс», 2016 год.

Сезон 2018 года станет для «Кливленд Индианс» сто восемнадцатым в Главной лиге бейсбола и в истории команды. «Индианс» выступают в Центральном дивизионе Американской лиги. Этот сезон станет последним, когда на логотипе команды будет изображён Вождь Уаху.
Шестой сезон пост главного тренера команды занимает Терри Франкона, генеральный менеджер клуба — Майк Чернофф.
Первую игру в регулярном чемпионате команда проведёт 29 марта в Сиэтле против «Маринерс», завершит 30 сентября игрой в гостях с «Канзас-Сити Роялс».

## Регулярный чемпионат

### Положение команд
В = Побед; П = Поражения; П% = Процент выигранных матчей; GB = Отставание от лидера; Дома = Победы/поражения дома; Выезд = Победы/поражения на выезде
| Центральный дивизион | В | П | П% | GB | Дома | Выезд |
| -------------------- | - | - | -- | -- | ---- | ----- |
| Кливленд Индианс     | — | — | —  | —  | —    | —     |
| Канзас-Сити Роялс    | — | — | —  | —  | —    | —     |
| Детройт Тайгерс      | — | — | —  | —  | —    | —     |
| Миннесота Твинс      | — | — | —  | —  | —    | —     |
| Чикаго Уайт Сокс     | — | — | —  | —  | —    | —     |

## Фарм-клубы
| Уровень | Команда             | Город              | Лига                 |
| ------- | ------------------- | ------------------ | -------------------- |
| AAA     | Коламбус Клипперс   | Колумбус, Огайо    | Международная лига   |
| AA      | Акрон РабберДакс    | Акрон, Огайо       | Южная лига           |
| A+      | Линчберг Хиллкэтс   | Линчберг, Виргиния | Лига Каролины        |
| A       | Лейк Каунти Кэптенс | Истлейк, Огайо     | Лига Среднего запада |